# Isaac Gálvez
Isaac Gálvez López (Vilanova i la Geltrú, 20 de maio de 1975–Gante, 26 de novembro de 2006) foi um desportista espanhol que competiu em ciclismo na modalidade de pista, especialista na prova de madison; ainda que também disputou corridas de estrada. Proclamou-se duas vezes campeão mundial em madison, nos anos 1999 e 2006.
Ganhou quatro medalhas no Campeonato Mundial de Ciclismo em Pista entre os anos 1999 e 2006, as quatro na prova de madison junto a seu colega Joan Llaneras.
Profissionalmente, teve boas actuações no Giro e no Tour, e conseguiu vitórias em provas importantes como o Critérium Internacional e a Volta à Catalunha graças à sua grande especialidade, o sprint.
Participou nos Jogos Olímpicos de Verão de 2000, ocupando o 12º lugar em perseguição por equipas e o 13º lugar em madison.

## Falecimento
Isaac Gálvez morreu a 26 de novembro de 2006 às 00:30 horas no velódromo Kuipke de Gante, durante a disputa da prova de madison englobada dentro dos Seis Dias da cidade belga. Gálvez fazia par com seu colega habitual, Joan Llaneras, e viu-se envolvido numa queda depois de chocar com o belga Dimitri De Fauw. Em consequência desta queda, Isaac chocou contra a vala exterior do anel, o que segundo a autópsia lhe provocou a fractura de várias costelas que afectaram ao coração e aos pulmões. Apesar das manobras de reanimación e da rápida evacuação, a sua chegada ao Hospital Universitário de Gante só se pôde certificar a sua morte. Dimitri de Fauw suicidou-se em novembro de 2009 ao não poder superar o trauma do incidente.

## Medalheiro internacional
| Campeonato Mundial | Campeonato Mundial        | Campeonato Mundial | Campeonato Mundial |
| Ano                | Lugar                     | Medalha            | Competição         |
| ------------------ | ------------------------- | ------------------ | ------------------ |
| 1999               | Berlim ( Alemanha)        |                    | Madison            |
| 2000               | Manchester ( Reino Unido) |                    | Madison            |
| 2001               | Amberes ( Bélgica)        |                    | Madison            |
| 2006               | Bordeús ( França)         |                    | Madison            |

## Palmarés

### Pista
| 1999 - Campeonato do Mundo Madison 50 km (fazendo par com Joan Llaneras) 2000 - 2º no Campeonato do Mundo Madison 50 km (fazendo par com Joan Llaneras) | 2001 - 2º no Campeonato do Mundo Madison 50 km (fazendo par com Joan Llaneras) 2006 - Campeonato do Mundo Madison 50 km (fazendo par com Joan Llaneras) |

### Estrada
| 2000 - Clássica de Almeria 2001 - 1 etapa do G. P. Mosqueteiros/Rota do Marquês - 1 etapa da Volta ao Alentejo 2002 - 1 troféu da Challenge Volta a Maiorca (Troféu Mallorca) 2003 - 2 troféus da Challenge a Maiorca (Troféu Manacor e Troféu Mallorca) | 2004 - 1 etapa da Semana Catalã - 1 etapa da Volta à Catalunha 2005 - 1 etapa do Critérium Internacional 2006 - 2 troféus da Challenge Volta a Mallorca (Troféu Alcudia e Troféu Mallorca) - 1 etapa dos Quatro Dias de Dunquerque |

## Equipas
- Kelme-Costa Blanca (2000-2003)
- Illes Balears/Caisse d'Epargne (2004-2006)
  - Illes Balears-Banesto (2004)
  - Illes Balears-Caisse d'Epargne (2005)
  - Caisse d'Epargne-Illes Balears (2006)

## Prêmios, reconhecimentos e distinções
- Medalha de Ouro da Real Ordem do Mérito Desportivo, outorgada pelo Conselho Superior de Desportos (2007)